# 武公 (許)
武公（ぶこう）は、康男の後を継いだ、西周の諸侯国である許国の7代君主。在位期間は不詳。

各史書には記載されておらず、僅かに《資治通鑑外紀》に
（桓王）八年，秋七月，斉・鄭・魯伐許。壬午，入許。許荘公奔衛。鄭荘公奉許荘公之弟許叔居許東偏。許，姜姓，与斉同祖，周武王封文叔于許，以奉太岳之祀。文叔之後曰徳男；曰伯封；曰孝男；曰靖男；曰康男；曰武公；曰文公興父；曰荘公茀。荘公之後桓公鄭，疑即許叔也。
と記載されている。